# Malý Lapáš
Malý Lapáš (in ungherese Kislapás) è un comune della Slovacchia facente parte del distretto di Nitra, nella regione omonima.